# Butterfly Potion
Butterfly Potion è un EP di Foetus, qui accreditato come Foetus Inc., progetto del musicista australiano James George Thirlwell, pubblicato nel maggio del 1990 dalla Big Cat Records e Wax Trax! Records.
Distribuito sia come vinile, che in formato CD, fu il secondo ed ultimo prodotto dalla Wax Trax! Records.

## Tracce
1. Butterfly Potion – 3:14
2. Your Salvation – 2:36
3. Free James Brown (So He Can Run Me Down) – 4:31

## Formazione
- Foetus Inc. James George Thirlwell - Performer